# Aleksander Maciesza
Aleksander Bolesław Maciesza (ur. 16 czerwca 1875 w Tomsku na Syberii, zm. 10 października 1945 w Płocku) – burmistrz i prezydent miasta Płocka, lekarz, antropolog, fotografik i regionalista płocki.

## Życiorys
Aleksander Maciesza był synem Stefana i Karoliny z Gintowtów, zesłańców polskich za udział w powstaniu styczniowym. Jego młodszym bratem był Adolf (1878–1929, także późniejszy lekarz oraz wojskowy i poseł). W Tomsku się wychowywał i ukończył gimnazjum, a w 1898 wydział medycyny miejscowego uniwersytetu. Po studiach został lekarzem obwodowym w Górach Ałtajskich. Jednocześnie poszerzał wiedzę, specjalizując się w zakresie okulistyki w Petersburgu. Gromadził materiały poświęcone dziejom Polaków na Syberii.
W 1901 otrzymał w Płocku stanowisko lekarza więziennego. Pracował też w miejscowym szpitalu św. Aleksego, w którym zorganizował oddział okulistyczny. W następnych latach prowadził też prywatną praktykę lekarską, stworzył i prowadził poradnię przeciwjagliczą.
Od 1902 był członkiem Ligi Narodowej, w 1906 był posłem do Dumy w Petersburgu. Dzięki jego staraniom w 1906 w Płocku powstało Gimnazjum Polskie im. W. Jagiełły, w którym objął stanowisko lekarza szkolnego oraz nauczyciela higieny i anatomii. Od 1917 był przewodniczącym Rady Miejskiej, a następnie burmistrzem Płocka. Po odzyskaniu niepodległości, od listopada 1918 do 9 września 1919, sprawował urząd prezydenta miasta.
W 1920 przewodniczył Związkowi Obrony Ojczyzny w Płocku, którego głównym celem była obrona miasta przed bolszewikami. Następnie wstąpił do Wojska Polskiego, gdzie był lekarzem w stopniu majora. Od 1927 był prezesem Płockiego Towarzystwa Lekarskiego. Występował z odczytami na zjazdach lekarzy, był współpracownikiem, a często członkiem honorowym wielu organizacji lekarskich. Jego referaty publikowano w fachowej prasie medycznej. Krzewił wiedzę z zakresu higieny, organizując objazdowe wystawy. 
Prowadził rozległe badania antropologiczne, był autorem m.in. publikacji: Oczodoły Polek i Polaków oraz Osobnik jako przedmiot studiów antropologicznych. W 1914 w Jednorożcu prowadził badania nad ludnością kurpiowską z powiatu przasnyskiego, które zaowocowały wydaną w 1923 publikacją Puszczanie przasnyscy. Przyczynek do charakterystyki antropologicznej Kurpiów. Za zasługi w dziedzinie antropologii został członkiem Polskiej Akademii Umiejętności oraz Międzynarodowego Instytutu Antropologii. 
W 1907 był jednym z inicjatorów reaktywowania Towarzystwa Naukowego Płockiego i został wówczas jego prezesem. Funkcję tę sprawował do śmierci. Za jego prezesury TNP prowadziło ożywioną działalność badawczą i popularyzatorską, rozwinęło Bibliotekę im. Zielińskich oraz muzeum. Zainicjował wydawanie „Rocznika TNP”. Maciesza był znanym propagatorem regionalizmu, organizował liczne wycieczki krajoznawcze, z żoną Marią opracowali Przewodnik po Płocku. Z inicjatywy Macieszy powstała gazeta „Głos Płocki”, on sam współpracował również z innymi lokalnymi czasopismami („Głos Mazowsza”, „Życie Mazowsza”). Był członkiem redakcji Polskiego Słownika Biograficznego, napisał życiorysy znanych płocczan. W sumie ogłosił drukiem ponad 100 pozycji. Pozostawił również 11 rękopisów. 
Pasją Aleksandra Macieszy była fotografia, którą traktował jako formę dokumentacji naukowej. Spisał dzieje fotografii polskiej w latach 1839–1889 (wydane drukiem w 1972 nakładem TNP).
Działał w wielu organizacjach społecznych, m.in. w towarzystwach: krajoznawczym, kolarskim, wioślarskim, ochotniczej straży pożarnej, także w Towarzystwie Dobroczynnym, Radzie Opiekuńczej m. Płocka i Towarzystwie Popierania Pomocy Społecznej. W 1936 był kierownikiem Przychodni Przeciwjaglicznej Powiatowej w Płocku przy ul. Sienkiewicza 23.
Swój bogaty księgozbiór przekazał Bibliotece im. Zielińskich.  
Został pochowany z małżonką Marią z domu Ehrlich, primo voto Kunklowa (1869–1953) na katolickim Cmentarzu Miejskim w Płocku. W październiku 2005 nagrobek został odrestaurowany przez Towarzystwo Naukowe Płockie.  

## Ordery i odznaczenia
- Krzyż Komandorski Orderu Odrodzenia Polski (10 listopada 1938)[9]
- Krzyż Oficerski Orderu Odrodzenia Polski (2 maja 1922)[10][11]
- Złoty Krzyż Zasługi (10 czerwca 1931)[12]

## Upamiętnienie
Jego imię nosi płocka ulica na osiedlu Winiary, Szkoła Podstawowa nr 8 w Płocku i VII Liceum Ogólnokształcące w Płocku.
Jest patronem Płockiego Towarzystwa Fotograficznego, które od 1985 przyznaje Medal im. Aleksandra Macieszy za osiągnięcia dla fotografii i kultury.